# Рузізі (район)
Рузізі — район (akarere) Західної провінції Руанди. Простягається вздовж озера Ківу, та однойменної річки Рузізі. Центр — місто Камембе. Поряд розташовані кордон з Конго (Букаву) та заповідні ліси, населені шимпанзе.

## Поділ
Район Рузізі поділяється на сектори (imirenge): Бугарама, Бутаре, Буеєє, Гікундамвура, Гашонга, Гігеке, Гігундwе, Гітамбі, Камембе, Муганза, Муруру, Нканка, Нкомбо, Нкунгу, Някабує, Някарензо, Нзагага, Руімбого.